# El Robledo
El Robledo – gmina w Hiszpanii, w prowincji Ciudad Real, w Kastylii-La Mancha, o powierzchni 105,5 km². W 2011 roku gmina liczyła 1281 mieszkańców.